# 吳品潔
吳品潔（1993年8月29日—），台灣女演員。

## 簡歷
吳品潔畢業於中國文化大學中文系文藝組，大學時期因為在餐廳打工而獲前經紀人俞惟中相中，往中國大陸拍攝網劇，但當時對演戲還沒有興趣。2017年左右，她約滿返回台灣後客串《姊的時代》又受怡佳娛樂經紀所青睞，遂正式涉足演藝圈；目前經紀合約為尚裔國際文創娛樂有限公司及怡佳娛樂經紀共同擁有。
2018年前，吳品潔主要演出中國大陸網路戲劇作品，2019年因飾演三立電視台偶像劇《你有念大學嗎？》中「簡貞怡」一角而備受注目。

## 感情生活
2023年8月認愛開始與禾浩辰交往。

## 演出作品

### 電視劇
| 首播   | 電視台                       | 劇名                            | 角色                | 備註       |
| ------ | ---------------------------- | ------------------------------- | ------------------- | ---------- |
| 2016年 |                              | 我的仙界學院                    | 軒轅劍靈 / 黃帝含光 |            |
| 2016年 | 三立都會台                   | 狼王子                          | 方小姐 / Rebecca    | 客串       |
| 2017年 |                              | 濟公降魔                        | 小貓精加菲/霓黃     | 女主角     |
| 2018年 | 三立都會台                   | 姊的時代                        | 鍾欣潔              | 客串       |
| 2019年 | 台視主頻、三立都會台         | 你有念大學嗎？                  | 簡貞怡              | 第二女主角 |
| 2019年 |                              | 遺忘者之絕命狙擊（網路電影）    | 鄧瀟瀟              | 主演       |
| 2019年 | 華視主頻                     | 守著陽光守著你                  | 凌郁臻              | 第二女主角 |
| 2019年 | 華視主頻                     | 莒光園地 雨過天晴（單元劇）     | 宋品蓁              | 主演       |
| 2020年 |                              | 掃來個女神（網路電影）          | 羅曼文              | 主演       |
| 2020年 | 華視主頻                     | 莒光園地 酒後代價（軍紀單元劇） | 輔導長              | 主演       |
| 2022年 | 三立都會台、華視主頻         | 門當互懟愛上你                  | 林曉希              | 主演       |
| 2023年 |                              | 雨金石戰記（網路電影）          | 離弦                | 主演       |
| 2023年 | 三立台灣台                   | 天道                            | 蕭未來              | 客串       |
| 2023年 | 中視、衛視中文台、星衛娛樂台 | 女兒大人加個賴                  | 錢庭尚              | 客串       |
| 2024年 |                              | 回憶暫存事務所                  |                     |            |

### 音樂錄影帶
| 年份   | 歌手   | 歌曲   | 專輯       |
| 2017年 | 閻奕格 | 閻羅王 | 我有我自己 |

### 廣告及代言
- 2016年：GNC葉黃素
- 2018年：Panasonic2018夏日有禮賞
- 2018年：義美豆奶 瓶子舞篇
- 2018年：肯德基川麻椒香紙包雞
- 2019年：一家人益生菌洗髮精年度代言人
- 2019年：Purity Ranch護膚品

## 外部連結
- 吳品潔的Facebook專頁
- 吳品潔的Instagram帳戶